# Basil Liddell Hart
Basil Henry Liddell Hart (ur. 31 października 1895 w Paryżu, zm. 29 stycznia 1970 w Marlow) – angielski historyk wojskowości i teoretyk strategii, któremu przypisuje się wywarcie znaczącego wpływu na rozwój broni pancernej.

## Życiorys
Urodził się w Paryżu jako syn pastora metodystów. Wykształcenie zdobył już w ojczyźnie – ukończył studia na Uniwersytecie Cambridge. Podczas I wojny światowej służył na froncie. Podczas bitwy nad Sommą odniósł obrażenia w wyniku ataku gazowego, został też odznaczony za odwagę.
Następnie trafił do Korpusu Edukacyjnego, skąd odszedł w stopniu kapitana w 1927, już jako pracownik półetatowy po tym, jak przeszedł dwa lekkie ataki serca w 1921 (w tym samym roku dodał do swojego nazwiska nazwisko panieńskie matki – Liddell) i 1922. Nie zrezygnował z dodawania do nazwiska swojego stopnia wojskowego, co uznano za postępowanie w bardzo złym tonie, gdyż przyjęto, że po odejściu z wojska wciąż posługiwać się swoim stopniem powinni jedynie ci żołnierze, którzy osiągnęli rangę wyższą od majora.
Pracował jako dziennikarz. Początkowo, aż do II wojny światowej współpracował z dziennikami „Daily Telegraph” i „The Times”, a podczas wojny był głównym komentatorem wojskowym w „Daily Mail”. Był przeciwnikiem politycznym Winstona Churchilla, w 1940 domagał się zawarcia przez Wielką Brytanię „kompromisowego” pokoju z III Rzeszą. Utrzymywał bliskie kontakty z grupą brytyjskich generałów. W ocenie MI5 był podczas wojny „nieświadomym sojusznikiem” szefa propagandy III Rzeszy Josepha Goebbelsa, który regularnie cytował go w audycjach radiowych.
W marcu 1944 przesłał trzem politykom brytyjskim (sekretarz w Ministerstwie Zaopatrzenia i zięć Churchilla Duncan Sandys, lord tajnej pieczęci Max Aitken, minister ds. produkcji lotniczej Stafford Cripps) i trzem generałom amerykańskim swój memoriał ze stycznia tego roku zatytułowany Some Reflections on the Problems of Invading the Continent, w którym przekonywał ich do porzucenia planu lądowania w Normandii na rzecz zaproponowanej przez siebie alternatywy. W dokumencie znalazły się nazwy plaż wyznaczonych na miejsce desantu, które było najważniejszą tajemnicą aliancką II wojny światowej. Sandys powiadomił o raporcie gen. Hastingsa Ismaya, głównego doradcę wojskowego premiera Churchilla. Wezwany na rozmowę przez Ismaya Hart zaprzeczył, że doszło do przecieku i oświadczył, że doszedł do wszystkiego samodzielnie. W marcu 1944 został przesłuchany przez MI5, którego pracownicy wskazali głównodowodzącego obrony lotniczej gen. Fredericka „Tima” Pile'a jako prawdopodobne źródło informacji Harta. Churchill zrezygnował z postawienia Harta przed sądem dla utrzymania sprawy w tajemnicy, powiadomił jednak naczelnego dowódcę sił alianckich Dwighta Eisenhowera i osobiście poruszył sprawę Harta z wyznaczonym na brytyjskiego dowódcę wojsk ekspedycyjnych gen. Bernardem Montgomerym. Większość zapisów z podsłuchu telefonicznego zastosowanego wobec Harta nie zachowała się. Przeciek planów dotyczących lądowania w Normandii do Harta został ujawniony we wrześniu 2006.
Hart otrzymał tytuł szlachecki sir w 1966.

## Działalność naukowa
Publikował książki poświęcone wojskowości i biografie wielkich dowódców, takich jak Scypion Afrykański Starszy, William Tecumseh Sherman czy Thomas Edward Lawrence, których uważał za wzory strategów. Był też autorem pracy pt. Strategia. Działania pośrednie, wydanej w 1929 roku, polskie tłumaczenie ukazało się w 1959 nakładem Wydawnictwa MON.
Krótko po II wojnie światowej spotkał się z wieloma najwyższymi dowódcami niemieckimi, a ich wypowiedzi opublikował. Przekonał też rodzinę Erwina Rommla, by powierzyła mu wydanie dokumentów i zapisków dowódcy Afrika Korps z lat wojny. We współpracy z synem Rommla, Manfredem, przygotował The Rommel Papers, ogłoszone drukiem w 1953. Publikacja ta odegrała kluczową rolę w utrwaleniu legendy Rommla jako części składowej mitu czystego Wehrmachtu i pomogła uzasadnić odbudowę armii niemieckiej.